# Zhao Jie
Zhao Jie (chinois : 赵杰), née le 13 octobre 2002 dans la province de Jiangsu, est une lanceuse de marteau chinoise.

## Carrière
Elle participe aux Jeux asiatiques de 2022 à Hangzhou, où elle remporte la médaille d'argent derrière sa compatriote Gong Lijiao. Aux Mondiaux 2023, elle termine à la 10e place.
Sélectionnée pour représenter la Chine aux Jeux olympiques d'été de 2024, elle monte sur la troisième marche du podium derrière la Canadienne Camryn Rogers et l'Américaine Annette Echikunwoke.

## Palmarès
| Date | Compétition           | Lieu     | Place | Marque  |
| ---- | --------------------- | -------- | ----- | ------- |
| 2022 | Championnats du monde | Eugene   | 10e   | 68,18 m |
| 2023 | Championnats d'Asie   | Bangkok  | 1re   | 69,39 m |
| 2023 | Championnats du monde | Budapest | 10e   | 70,29 m |
| 2023 | Jeux asiatiques       | Hangzhou | 2e    | 69,44 m |
| 2024 | Jeux olympiques       | Paris    | 3e    | 74,27 m |